# Petrov (Blanskói járás)
Petrov település Csehországban, a Blanskói járásban. Petrov Kunštát, Sulíkov, Rozsíčka, Rozseč nad Kunštátem, Letovice és Makov településekkel határos. Lakosainak száma 133 fő (2024. január 1.).

## Népesség
A település lakosságának változását az alábbi diagram mutatja:
| Lakosok száma | 232  | 276  | 248  | 206  | 183  | 150  | 135  | 124  | 129  | 133  |
|               | 1869 | 1890 | 1921 | 1950 | 1980 | 2001 | 2017 | 2019 | 2022 | 2024 |